# Tweewater
Tweewater is een fictief gebied uit de boekencyclus Het Rad des Tijds van de schrijver Robert Jordan.
Tweewater is een gebied dat in het uiterste westen van het koninkrijk Andor ligt. De streek is ingeklemd tussen twee rivieren de Taren en de Witte Rivier. Aan de westzijde van Tweewater liggen de Mistbergen. Door de ligging van wouden ten zuiden van Tweewater en de slikken in het oosten van Tweewater, is de enige mogelijkheid om het gebied te betreden via het dorp Tarenveer.

## Geschiedenis

De vlag van Manetheren, tegenwoordig vlag van Tweewater

Alhoewel Tweewater een vergeten streek in De Oude Wereld is, was het voor en tijdens de Trollok Oorlogen een machtige en bekende natie genaamd Manetheren. Het grondgebied van Manetheren strekte zich uit over het hedendaagse Geldan en het westelijk gedeelte van Andor.
Het land en de stad Manetheren waren vroeger van ongekende schoonheid. De Ogier noemen Manetheren zelfs het mooiste kunstwerk, naast Tar Valon, wat ooit door hen is gebouwd. Tijdens de Trollok Oorlogen was Manetheren de spreekwoordelijke Doorn in de Voet van de Duistere. Het leger van Manetheren vocht overal in de Oude Wereld tegen de legers van de Duistere. Toen het bericht kwam dat een immens leger van Trolloks en Myrddraal optrok naar het hart van Manetheren, pakte het leger van Manetheren zijn uitrusting.
Met de belofte dat andere landen versterking zouden sturen, verdedigde het leger van Manetheren dagenlang zijn landen. De belofte werd niet nagekomen en Manetheren nam het op tegen een overmacht aan schepselen van de Schaduw. Koning Aemon wist uiteindelijk stand te houden op een groot veld, maar verloor daarbij zijn leven. De koningin van Manetheren, de Aes Sedai Eldrene, voelde zijn sterven en vanuit smart vernietigde zij het Schaduwleger, als de stad Manetheren.
De plaats waar de vroegere hoofdstad is gelegen, kan nog steeds op de hellingen van de Mistbergen herkend worden aan een plat plateau. De natuur in Tweewater is nog steeds niet herstelt van de 2000 jaar oude daad van Eldrene; Op bepaalde plaatsen groeit niets en er zijn glazige brokstukken en vlaktes te vinden. Het enige overblijfsel van Mantheren is de onverwoestbare Saidinpoort van de gaarde van Manetheren. De huidige bewoners van Tweewater zijn directe afstammelingen van Manetheren.

## Geografie
Zoals eerder aangegeven is Tweewater een hermetisch afgesloten gebied, dat alleen via Tarenveer bereikt kan worden. Naast Tarenveer zijn er nog een drietal dorpen in Tweewater; Wachtheuvel, Emondsveld en Devenrit. 
Tarenveer is het grootste dorp in Tweewater. De plaats ontleent haar naam aan de enige toegang tot Tweewater: het veer over de Taren. Over de herkomst van de namen Wachtheuvel en Devenrit is weinig bekend, maar men neemt aan dat er vroeger bij de plaats Wachtheuvel een wachttoren heeft gestaan. Emondsveld ontleent haar naam aan het veld waar Koning Aemon stand hield tegen de legers van de Duistere.

## Bestuur
Alle dorpen in Tweewater, maar ook in het westelijk gedeelte van Andor, worden bestuurd door een Dorpsraad en een Vrouwenkring. Beide organen zijn een democratisch gekozen vertegenwoordigend orgaan van het dorp. Beide organen kiezen een persoon die als leider van het orgaan fungeert. Voor de Dorpsraad is dit een Dorpsmeester, terwijl dit voor de Vrouwenkring een Wijsheid is.
De Dorpsraad vergadert en beslist over zaken die het dorp in zijn algemeenheid betreffen, of overlegt met Dorpsraden van andere dorpen over zaken die van belang zijn. De Vrouwenkring gaat daarentegen over gezondheidszaken, wanneer er geplant moet worden en wanneer de oogst binnengehaald moet worden.
Nadat het gebied van Tweewater invallen van zowel Witmantels als van Trolloks had te verduren, heeft het volk van Tweewater -onder leiding van Perijn Aybara- deze twee groeperingen uit Tweewater gejaagd. Vanaf dat moment heerst Perijn Aybara, samen met zijn vrouw Faile Bashere t’Aybara, over Tweewater. Perijn heeft het duaal systeem van de Dorpsraad en de Vrouwenkring in stand gehouden.

## Bekende personen
Tweewater is daarnaast de geboortestreek van Mart Cauton, Perijn Aybara, Egwene Alveren en Nynaeve Almaeren. De Herrezen Draak Rhand Altor is in deze streek opgegroeid. 
Locaties: Baerlon · Caemlin · Emondsveld · Mistbergen · Shadar Logoth · Tweewater · Vierkoningen · Wittebrug